# Roberto Renzi (calciatore)
Roberto Renzi (Falconara Marittima, 24 agosto 1955) è un dirigente sportivo ed ex calciatore italiano, di ruolo portiere.

## Carriera

### Giocatore
Cresciuto nella SPAL, si è messo in luce nel Teramo.
Rientrato nella sua società d'origine, ha indossato la maglia biancoazzurra per quattro anni prima di approdare nel Como per disputare l'unica stagione in Serie A della sua carriera, in qualità di riserva di Giuliano Giuliani, collezionando 3 presenze contro Bologna, Juventus e Napoli.
Ha proseguito la sua carriera militando in diverse società di Serie C come Padova, Casertana, Barletta (con una promozione in Serie B) e Salernitana.
Chiude la carriera con due anni nella Ternana e due nel Palermo ottenendo due promozioni, dalla Serie C2 alla Serie C1 con la squadra umbra e dalla Serie C1 alla Serie B nel club siciliano (l'unica presenza in rosanero nella stagione 1990-1991).
In carriera ha totalizzato complessivamente 3 presenze in Serie A e 92 in Serie B.
In ciascuna squadra nella quale abbia giocato, ha sempre avuto una media di gol subiti non superiore a 1 per partita.

### Dirigente
Nella stagione 1992-1993, poco dopo essersi ritirato dall'attività agonistica, sostituisce Franco Peccenini in seno alla carica di direttore sportivo del Palermo, quindi passa a dirigerne il settore giovanile.

## Palmarès

### Club

#### Competizioni nazionali
- Serie C: 1

S.P.A.L.: 1977-1978